# 張キ (唐)
張 垍（ちょう き、? - 至徳2載（757年））は、中国唐の玄宗時期に仕えた政治家。宰相とされる張説の次男であり、玄宗の娘婿であったが、安史の乱の際、安禄山に仕えたため、処刑された。兄に張均、弟に張埱がいる。

## 略歴
洛陽の人で、兄の張均と同様、文章詩句に長けていた。挙止がとても優雅であったため、玄宗に気に入られていた。その娘の尚寧公主と婚姻をしており、玄宗は彼を厚遇して、禁中に家を構えさせ、侍らせて文章を作成させた。与えられた恩賜のものは数え切れないほどであり、張均に恩賜のものを見せた時に、「舅が婿にやったものであり、皇帝が学士に与えたものではないぞ」と言われたこともあった。
玄宗は、張垍の家を訪問し、「陳希烈の後の宰相は誰がよいだろうか」とたずねた。張垍が答えられないでいると、「わが婿に変わるものはいないだろう」と告げられる。しかし、このことを楊貴妃が聞いて、楊国忠に話したため、楊国忠は陳希烈の解任後に、韋見素を推薦し、宰相にさせた。このため、張垍は玄宗を怨むことになったと伝えられる。
天宝13載（754年）、安禄山が奚と契丹を破った功をもって、宰相となるのを求めたが、楊国忠が反対したため、取りやめになった。安禄山を見送りにいった高力士が「安禄山は鬱々とした様子でした。うまくいかなかったことを知っているようでした」と報告し、楊国忠が「張垍が教えたのでしょう」と告げたため、張垍は盧渓郡司馬に左遷させられ、弟の張埱も給事中から宜春郡司馬に降格させられた。その年に長安に帰され、太常卿に任命された。
天宝14載（755年）、安史の乱が勃発し、至徳元載（756年）、長安陥落時に安禄山に降伏し、仕えた。
至徳2載（757年）、唐軍の洛陽奪回時に、陳希烈・張均・達奚珣とともに、唐軍に降伏した。信任を裏切られた玄宗が張均・張垍兄弟の処刑を主張したため、粛宗のとりなしにもかかわらず、張垍は処刑された。

## 伝記資料
- 『旧唐書』巻九十七 列伝第四十七「張説伝」
- 『新唐書』巻百二十五 列伝第五十「張説伝」